# Kaysha Love
Kaysha Love (West Jordan, 24 de septiembre de 1997) es una deportista estadounidense que compite en bobsleigh en las modalidades individual y doble.
Ganó dos medallas en el Campeonato Mundial de Bobsleigh, en los años 2023 y 2025. Participó en los Juegos Olímpicos de Pekín 2022, ocupando el séptimo lugar en la prueba doble.

## Palmarés internacional
| Campeonato Mundial | Campeonato Mundial           | Campeonato Mundial | Campeonato Mundial |
| Año                | Lugar                        | Medalla            | Prueba             |
| ------------------ | ---------------------------- | ------------------ | ------------------ |
| 2023               | Sankt Moritz (Suiza)         | Medalla de bronce  | Doble              |
| 2025               | Lake Placid (Estados Unidos) | Medalla de oro     | Individual         |